# Johnny Stompanato
 (mars 2023).
Si vous disposez d'ouvrages ou d'articles de référence ou si vous connaissez des sites web de qualité traitant du thème abordé ici, merci de compléter l'article en donnant les références utiles à sa vérifiabilité et en les liant à la section « Notes et références ».
Johnny Stompanato (né le 10 octobre 1925 à Woodstock et mort le 4 avril 1958 à Beverly Hills) est un gangster américain d'origine italienne. Il a été l'amant de Lana Turner et est mort poignardé par celle-ci ou par sa fille.

## Biographie
Johnny Stompanato naît le 10 octobre 1925 à Woodstock dans l'Illinois. En 1943, il s'engage dans l'armée chez les marines durant la Seconde Guerre mondiale, il combat dans le Pacifique puis est envoyé en Chine en 1945. Il y noue une relation avec une femme turque. Il se marie avec elle le 19 mai 1946 et pour cela il se convertit à l'islam (de manière purement formelle). Il aura d'elle quatre enfants assez rapidement.
Il reste en Chine plusieurs années avec sa femme et travaille dans un bureau de l'armée (à Tianjin). Il sert aussi comme videur dans des boîtes de nuit chinoises. Quand il rentre aux États-Unis, il retourne voir ses parents à Woodstock, dans la banlieue de Chicago, et se met au service de la mafia locale. Il débute au bas de l'échelle, puis il est envoyé en Californie pour suivre un autre mafioso de la région, Mickey Cohen. Il lui sert d'homme de main et de chauffeur à Los Angeles.
Johnny Stompanato se montre intelligent et doué. Il monte des commerces en couverture aux activités mafieuses pour blanchir l'argent. Son premier commerce est un magasin de bimbeloterie à Westwood (The Myrtlewood Gift Shop). Il grimpe vite les échelons et dirige par la suite une bijouterie à Los Angeles, où il blanchit l'argent de ses trafics. Il dirige aussi en parallèle un puissant réseau de prostitution et chantage sexuel.
Devenu riche, il multiplie les conquêtes féminines : des stripteaseuses aux stars de Hollywood, dont l'actrice américaine Lana Turner. En 1958, il aurait été tué par Cheryl Crane, la fille de cette dernière âgée de 14 ans, au cours d'une dispute familiale. Cheryl Crane fut relaxée pour légitime défense. En effet, Stompanato n'était pas un tendre et aimait passer ses nerfs sur sa compagne Lana Turner en plus de la tromper copieusement. Mais en fait ce serait Lana Turner qui aurait poignardé son amant en le trouvant endormi au lit avec sa fille (de 14 ans) après un rapport sexuel. La mise en scène aurait alors été arrangée par Fred Otash (qui l'a confessé en 1992) et l'avocat Jerry Giesler, pour protéger Lana Turner.
Ses conquêtes et son côté malfrat, sans compter les circonstances peu glorieuses de sa mort ont fait qu'il n'eut pas les funérailles appropriées pour celui qui était tout de même un important gangster de Los Angeles à l'époque. La médiatisation de sa mort a fait fuir ses anciens collègues mafieux. Seul Mickey Cohen fera un effort en lui payant un cercueil bon marché. Mickey Cohen vendit aussi les lettres d'amour qu'il avait échangées avec Lana Turner pour pouvoir laver l'honneur de ce dernier, sali au cours du procès. Johnny Stompanato est enterré au cimetière de sa ville natale.

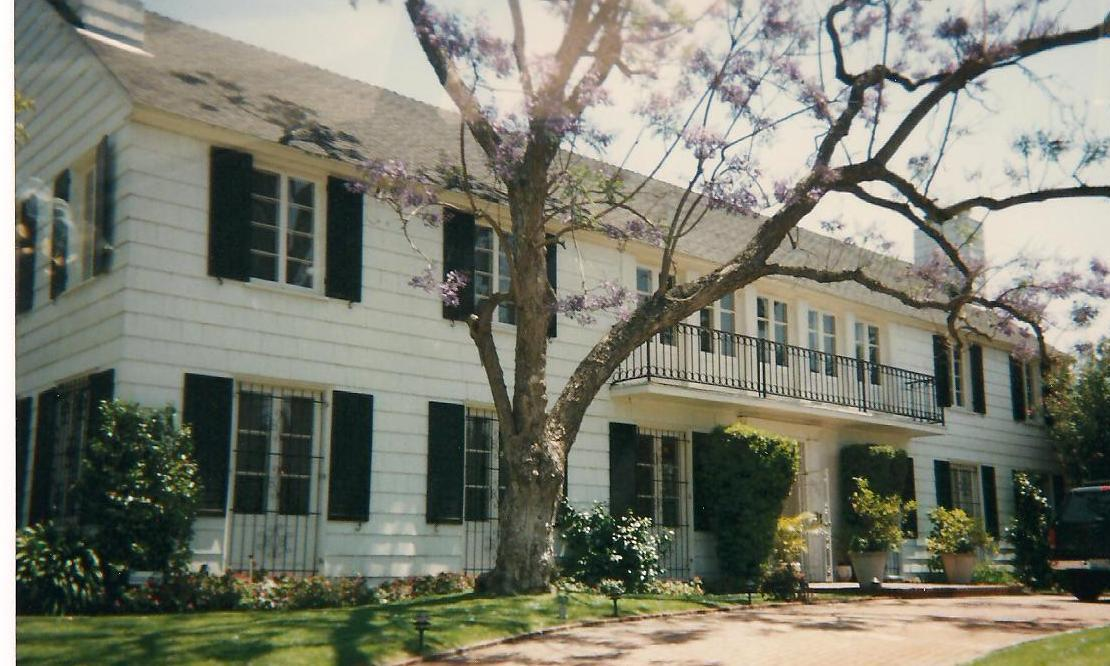
Ancienne maison de Lana Turner au 730 N. Bedford Drive à Beverly Hills, lieu où fut assassiné son ancien petit ami Johnny Stompanato

## Littérature
Johnny Stompanato est un des personnages secondaires de trois des quatre livres de James Ellroy consacrés à Los Angeles, Le Dahlia noir, Le Grand Nulle part et L.A. Confidential. À la toute fin de ce dernier roman se produit l'assassinat de Johnny Stompanato par la fille de Lana Turner.